# Sarsa

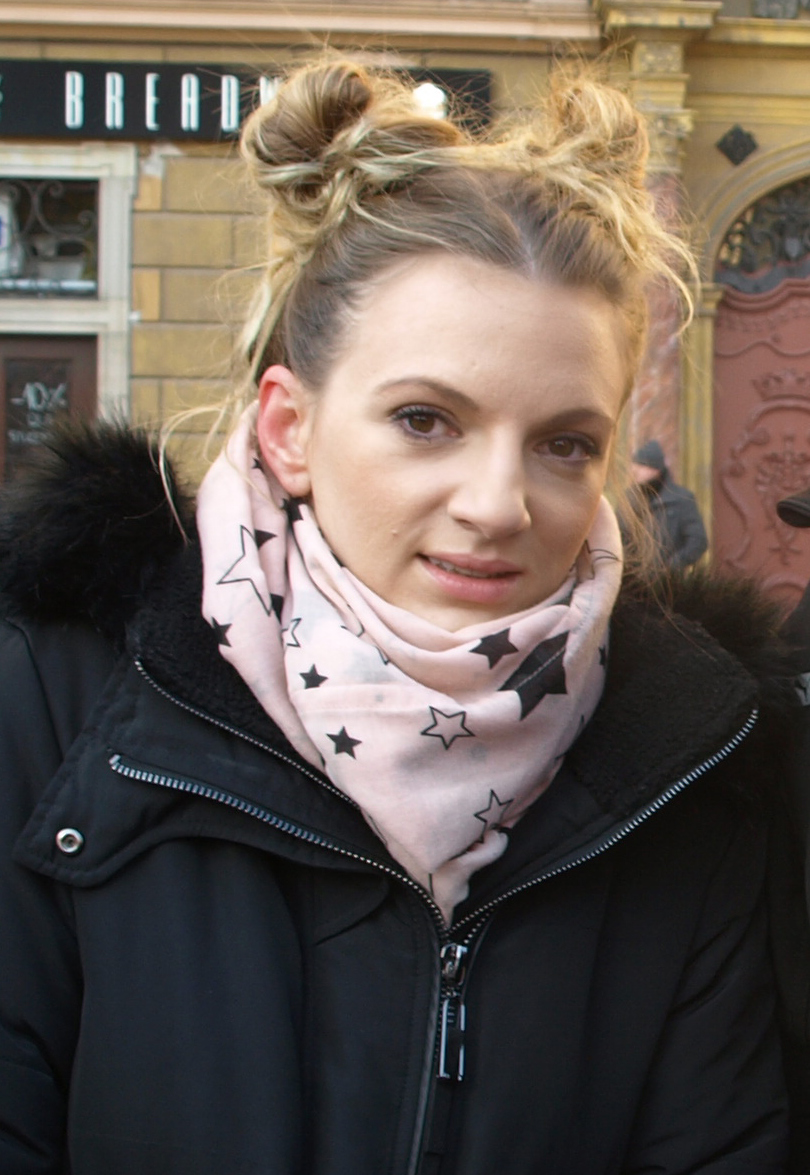
Marta Markiewicz (2015)

Marta Markiewicz (sinh ngày 13 tháng 6 năm 1989), nghệ danh là Sarsa hoặc Sarsa Markiewicz, là một ca sĩ, nhà sáng tác ca khúc và nhà sản xuất nhạc người Ba Lan.

## Đĩa hát

### Album phòng thu
| Tựa đề      | Chi tiết về album                                                                             | Xếp hạng | Doanh số      | Chứng nhận      |
| Tựa đề      | Chi tiết về album                                                                             | POL      | Doanh số      | Chứng nhận      |
| ----------- | --------------------------------------------------------------------------------------------- | -------- | ------------- | --------------- |
| Zapomnij mi | - Phát hành: 28 tháng 8 năm 2015 - Hãng đĩa: Universal Music Polska - Định dạng: CD, tải nhạc | 2        | - POL: 30,000 | - POL: Bạch kim |
| Pióropusze  | - Phát hành: 26 tháng 5 năm 2017 - Hãng đĩa: Universal Music Polska - Định dạng: CD, tải nhạc | 19       | - POL: 15,000 | - POL: Vàng     |
| Zakryj      | - Phát hành: 24 tháng 5 năm 2019 - Hãng đĩa: Universal Music Polska - Định dạng: CD, tải nhạc | 4        | - POL: 15,000 | - POL: Vàng     |

### Đĩa đơn
| "Naucz mnie"                                                                  | 2015 | 1  | 1 | - POL: Kim cương   | Zapomnij mi         |
| "Indiana"                                                                     | 2015 | 12 | 1 | - POL: Vàng        | Zapomnij mi         |
| "Zapomnij mi"                                                                 | 2015 | 6  | 1 | - POL: Bạch kim    | Zapomnij mi         |
| "Feel No Fear"                                                                | 2016 | —  | — |                    | Zapomnij mi         |
| "Bronię się"                                                                  | 2017 | 26 | 3 | - POL: Bạch kim    | Pióropusze          |
| "Volta"                                                                       | 2017 | 17 | 2 | - POL: Vàng        | Pióropusze          |
| "Motyle i ćmy"                                                                | 2017 | 18 | 2 | - POL: Bạch kim    | Pióropusze          |
| "Pióropusze"                                                                  | 2018 | —  | — |                    | Pióropusze          |
| "Zakryj"                                                                      | 2018 | 1  | 1 | - POL: 2× Bạch kim | Zakryj              |
| "Carmen"                                                                      | 2019 | 13 | 1 | - POL: Vàng        | Zakryj              |
| "Sentymenty"                                                                  | 2019 | —  | — |                    | Đĩa đơn ngoài album |
| "Tęskno mi"                                                                   | 2019 | 9  | 2 | - POL: 2× Bạch kim | Zakryj              |
| "Nienaiwne"                                                                   | 2019 | —  | — |                    | Zakryj              |
| "–": Bài hát không có bảng xếp hạng hoặc không được phát hành trong lãnh thổ. |      |    |   |                    |                     |

## Giải thưởng
| Năm  | Sự kiện                            | Hạng mục                       | Tác phẩm     | Kết quả   |
| ---- | ---------------------------------- | ------------------------------ | ------------ | --------- |
| 2015 | Lato Zet i Dwójki 2015 (Kołobrzeg) | Bản hit của buổi hòa nhạc      | "Naucz mnie" | Đoạt giải |
| 2015 | Cuộc thi Ca khúc Baltic 2015       | Giải thưởng khán giả bình chọn | —            | Đoạt giải |
| 2015 | Lato Zet i Dwójki 2015 (Łódź)      | Bản hit của buổi hòa nhạc      | "Naucz mnie" | Đoạt giải |
| 2015 | Giải thưởng Âm nhạc Eska 2015      | Bài hit nhất                   | "Naucz mnie" | Đoạt giải |
| 2017 | Liên hoan phim hành tinh Barcelona | Nhạc phim hay nhất             | —            | Đoạt giải |
| 2017 | Giải thưởng Điện ảnh Châu Âu       | Ca sĩ/Giọng hát xuất sắc nhất  | "PM 2.5"     | Đoạt giải |
| 2017 | Giải thưởng Âm nhạc Ca khúc Mỹ     | Bài hát gốc hay nhất cho phim  | "PM 2.5"     | Đoạt giải |